# Tigrioides kobashayii
Tigrioides kobashayii är en fjärilsart som beskrevs av Inoue 1961. Tigrioides kobashayii ingår i släktet Tigrioides och familjen björnspinnare. Inga underarter finns listade i Catalogue of Life.